# Doornse Historische Vereniging "Thorheim"
De Doornse Historische Vereniging "Thorheim" is de historische vereniging van het Utrechtse dorp Doorn. 

## Geschiedenis
De vereniging werd op 31 oktober 1988 mede-opgericht door toenmalig student Roland van Barneveld, die op dat moment informatie zocht voor het opstellen van zijn afstudeerscriptie.
De vereniging draait geheel op vrijwilligers, en organiseert eens per jaar een begeleide wandeling, lezingen en tentoonstellingen, bezoekt verzorgingshuizen, onderhoudt de begraafplaats en participeert lokaal in de Open Monumentendag.
Verder heeft de vereniging een historische collectie van Doorn in beheer, die de gemeente Utrechtse Heuvelrug in 2011 aan de vereniging heeft overgedragen. De collectie bestaat uit foto's van wegen en panden, verenigingen en inwoners. In het archief bevinden zich gemeentegidsen, uitgaven van de lokale krant vanaf 1905, VVV-gidsen en landkaarten. Ze zijn door bezoekers te raadplegen in de Oudheidkamer in Cultuurhuis Pléiade te Doorn. Sinds 2023 beschikt de Oudheidkamer over de restanten van een zogeheten hondenmolen uit de 14e eeuw. Deze tredmolen, aangedreven door honden, werd in 2017 als archeologische vondst in Doorn aangetroffen, en is daarmee de oudst bekende hondenmolen van Nederland. Een 3D-animatie visualiseert deze archeologische vondst.